# Clas Brunius
Clas Brunius, folkbokförd Klas August Velam Brunius, född 21 juni 1920 i Lidingö församling i Stockholms län, död 17 november 1998 i Österhaninge församling i Stockholms län, var en svensk redaktör och kulturjournalist.
Clas Brunius var son till författaren August Brunius och dennes hustru journalisten Célie Brunius, ogift Cleve. Efter studentexamen 1939 studerade han 1939–1945 vid Stockholms högskola och verkade som frilansjournalist och översättare fram till 1949. Från detta år var han anställd som teater- och litteraturkritiker vid tidningen Expressen. 
Från 1952 var Clas Brunius gift med översättaren Gull Brunius, ogift Malm, och publicerade 1962–1971 några översättningar från engelska tillsammans med henne. Han var bror till Göran och Teddy Brunius.
Clas Brunius är gravsatt i minneslunden på Österhaninge begravningsplats.

## Översättningar (urval)
- Benjamin Haydon: Sann lögn : ur B. R. Haydons självbiografi och dagbok,  med inledning av Aldous Huxley, 1947.
- Norman Mailer: De nakna och de döda, roman, 1950.
- T.E. Lawrence (Lawrence av Arabien): Slagen till slant : en dagbok från RAF-depån mellan augusti och december 1922 jämte senare anteckningar av 352087 A/c Ross, 1955.
- Richard Condon: En vredens ängel, roman, 1962 (tillsammans med Gull Brunius).
- John Hersey: Barnköparen, roman, 1963 (tillsammans med Gull Brunius).